# Кабаньяс, Сальвадор
Сальвадо́р Каба́ньяс Орте́га (исп. Salvador Cabañas Ortega; родился 5 августа 1980 года в Асунсьоне) — парагвайский футболист, выступавший на позиции нападающего. По итогам 2007 года был признан лучшим футболистом Южной Америки и Парагвая. Участник чемпионата мира и Кубка Америки в составе сборной Парагвая. На пике карьеры в 2010 году на футболиста было совершено нападение, он получил тяжёлое пулевое ранение в голову, но выжил и сумел вернуться в футбол.

## Биография
Сальвадор Кабаньяс начал профессиональную карьеру футболиста в скромном клубе «12 Октября» в 1998 году. В следующем году он был игроком одного из самых уважаемых и старейших клубов страны — «Гуарани». В 2001 году началась международная карьера футболиста, он уехал играть за чилийский клуб «Аудакс Итальяно». В 2003 году стал лучшим бомбардиром чемпионата Чили и сразу пошёл на повышение в более сильный мексиканский чемпионат. За три года в клубе «Ягуарес» он провёл 106 матчей, в которых забил 59 мячей. Когда в 2006 году Сальвадор стал лучшим бомбардиром первенства, ситуация с повышением повторилась — на этот раз его приобрёл один из сильнейших и титулованных клубов Мексики — столичная «Америка».
2007 год стал лучшим в карьере футболиста. В составе сборной Парагвая он забил три мяча в четырёх матчах Кубка Америки, где его сборная выбыла на стадии 1/4 финала. В составе «Америки» он стал лучшим бомбардиром Кубка Либертадорес с 10 мячами. Во второй половине года он также забил четыре гола в розыгрыше Южноамериканского кубка. Таким образом, за год Кабаньяс забил в международных матчах 18 мячей (четыре за сборную и 14 за клуб), и стал вторым бомбардиром мира по этому показателю, уступив лишь футболисту, выступающему в Африке.

### Нападение
В январе 2010 года Кабаньяс был ранен в голову в одном из баров Мехико. Врачи не смогли извлечь пулю из его головы и вначале прошла информация о смерти футболиста, которая, к счастью, не подтвердилась. Врач Эресто Мартинес на пресс-конференции рассказал о состоянии больного. Состояние удалось стабилизировать, но в черепе образовался опасный сгусток крови. Кровотечение удалось остановить, но необходимо несколько дней прежде чем Сальвадору можно будет снимать наркоз. Операция длилась семь часов. Пуля находится в задней части мозга и её извлечение может только усугубить ситуацию. По словам Мартинеса, у Кабаньяса молодой и крепкий организм, опасность смерти миновала. Однако он не может говорить о шансах Сальвадора на возвращение к нормальной жизни, поскольку ещё не была ясна степень повреждения мозга.
30 января 2010 медики сообщили после операции, что состояние Кабаньяса постепенно улучшается: он узнаёт членов своей семьи, способен издавать отдельные звуки, хотя его речь пока ещё не внятна. Он уже может двигать правой частью своего тела. Завершив курс послеоперационного лечения, Кабаньяс 23 мая 2010 года покинул клинику, находящуюся в окрестностях Буэнос-Айреса. Пулю, застрявшую в черепе футболиста, медики решили не извлекать из-за возможных осложнений. Кабаньяс будет жить с женой и родителями в пригороде Буэнос-Айреса. В июне 2010 года президент Парагвая Фернандо Луго, наставляя сборную страны на участие в чемпионате мира, сказал, что если игрокам будет трудно, они должны вспомнить о Кабаньясе.

### Возвращение в футбол
В начале февраля 2011 года Сальвадор Кабаньяс приступил к тренировкам в составе парагвайского «Либертада». Он провёл первую тренировку под наблюдением врачей и чувствовал себя хорошо, выполнил физические упражнения, а также совершил рывки и поработал с мячом. В августе 2011 года Сальвадор Кабаньяс вновь вышел на поле в товарищеском матче между клубом «Америка» и сборной Парагвая, проведя восемь минут в составе «Америки» в первом тайме и 10 минут за «альбироху» во втором.
«Для нас самое главное в том, чтобы Кабаньяс вновь чувствовал себя счастливым. Этого парня все очень любят. А вернётся он в больший футбол или нет — это уже вопрос второстепенной важности», — заявил наставник парагвайцев Франсиско Арсе.
В январе 2012 года Кабаньяс подписал контракт с клубом «12 Октября», в котором начал свою профессиональную карьеру.
В мае 2014 года Сальвадор объявил о завершении карьеры футболиста. На тот момент он выступал за клуб бразильской Серии D «Танаби». Однако до конца года он провёл ещё несколько матчей за асунсьонский «Индепендьенте» с целью привлечения внимания к спорту и футболу в стране.
На сегодняшний день бывший футболист живёт на родине и вместе с родителями печет хлеб в собственной хлебопекарне. Сальвадор Кабаньяс верит, что все будет хорошо: «Я пытаюсь восстановиться. Пусть я все потерял, но продолжаю верить в лучшее».

## Титулы и достижения
- Победитель Интерлиги: 2010
- Чемпион третьего дивизиона Парагвая: 2012
- Лучший бомбардир чемпионата Мексики: Клаусура 2006
- Лучший бомбардир Интерлиги: 2010
- Лучший бомбардир мексиканских клубов за всё время их участия в Кубке Либертадорес
- Лучший бомбардир чемпионата Чили (1): Апертура 2003
- Лучший бомбардир Кубка Либертадорес (2): 2007, 2008
- Футболист года в Парагвае: 2007
- Футболист года в Южной Америке: 2007
- Участник символической сборной года Южной Америки (3): 2007, 2008, 2009